# Niphosaperda rondoni
Niphosaperda rondoni là một loài bọ cánh cứng trong họ Cerambycidae.